# 小行星3309
小行星3309（英語：3309 Brorfelde）是一颗围绕太阳公转的小行星。1982年1月28日，K. S. Jensen在霍尔拜克发现了此天体。
这颗小行星的绝对星等为218.29396等。